# Elassomatidae
Elassomatidae é uma família de peixes da subordem Elassomatoidei.

## Espécies
- Elassoma alabamae Mayden, 1993.
- Elassoma boehlkei Rohde & Arndt, 1987.
- Elassoma evergladei Jordan, 1884.
- Elassoma okatie Rohde & Arndt, 1987.
- Elassoma okefenokee Böhlke, 1956.
- Elassoma zonatum Jordan, 1877.